# Philipp Perron

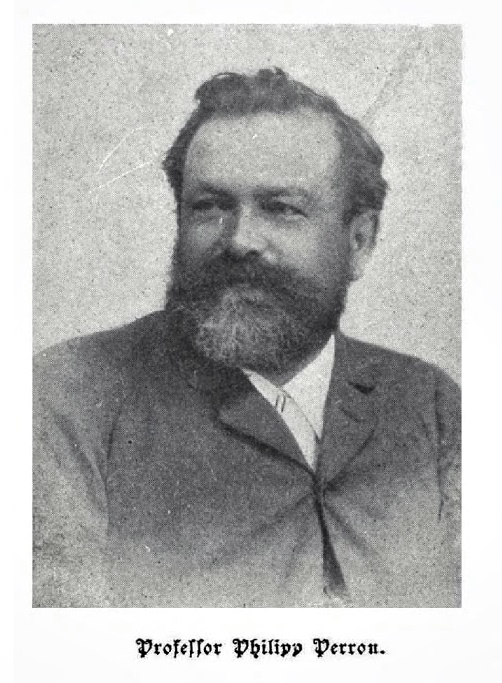
Porträt um 1880

Philipp Perron (* 2. August 1840 in Frankenthal (Pfalz); † 16. Juli 1907 in Rottach-Egern) war ein deutscher Bildhauer  und Ornamentschnitzer.

## Leben und Wirken
Philipp Perron war ein Sohn des Frankenthaler Drechslermeisters Johann Martin Perron und seiner aus Beindersheim stammenden Frau Magdalena, geborene Seyfried. Er absolvierte die Volks- und Lateinschule in seiner Vaterstadt. Dann ging er nach Paris, wo sein Bruder Jean Perron als Bildhauer wirkte. Hier erlernte er seinen Beruf und besuchte ab 1862 als Schüler Max von Widnmanns die Akademie der Bildenden Künste München.

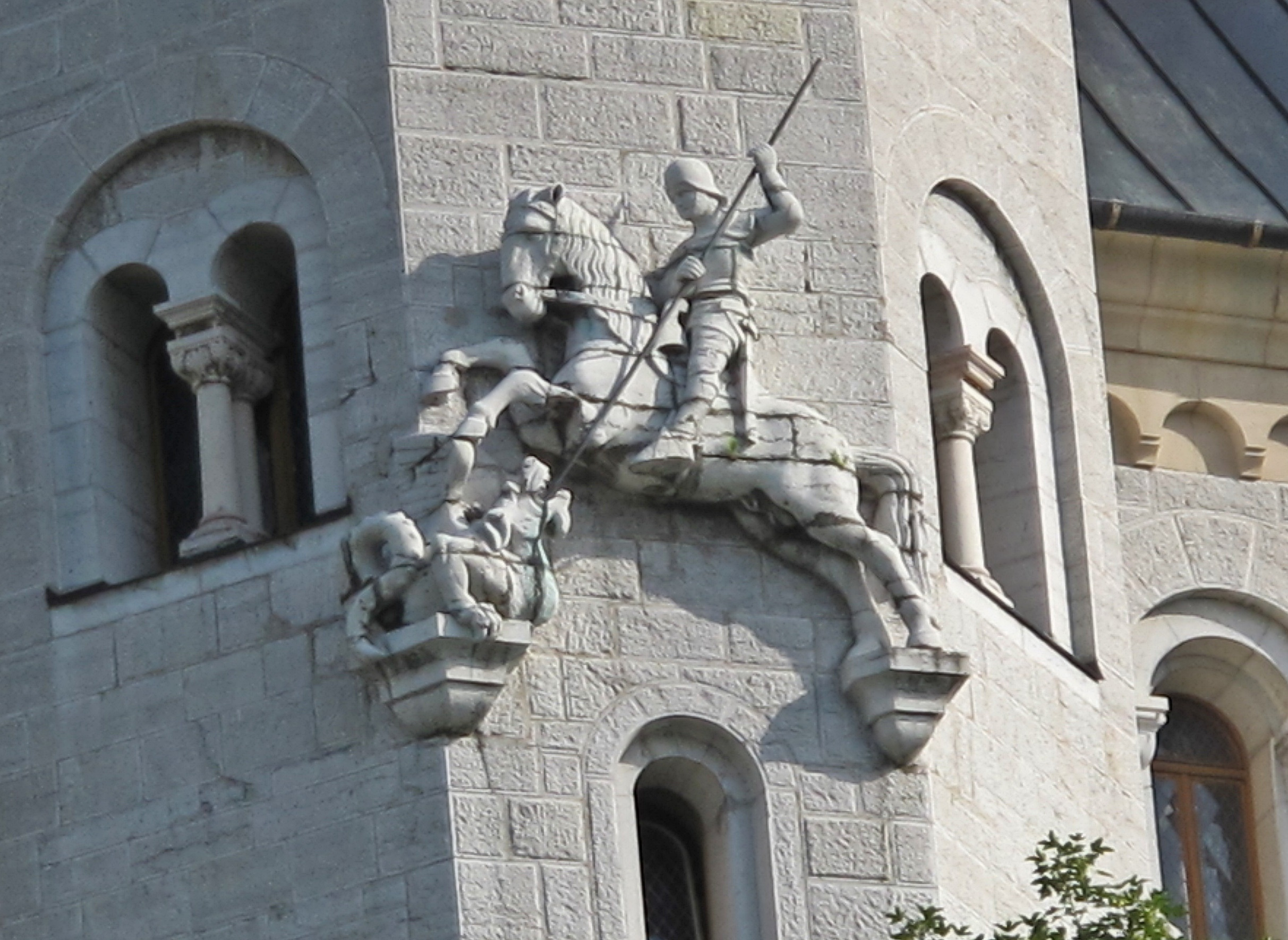
St. Georg am Schloss Neuschwanstein

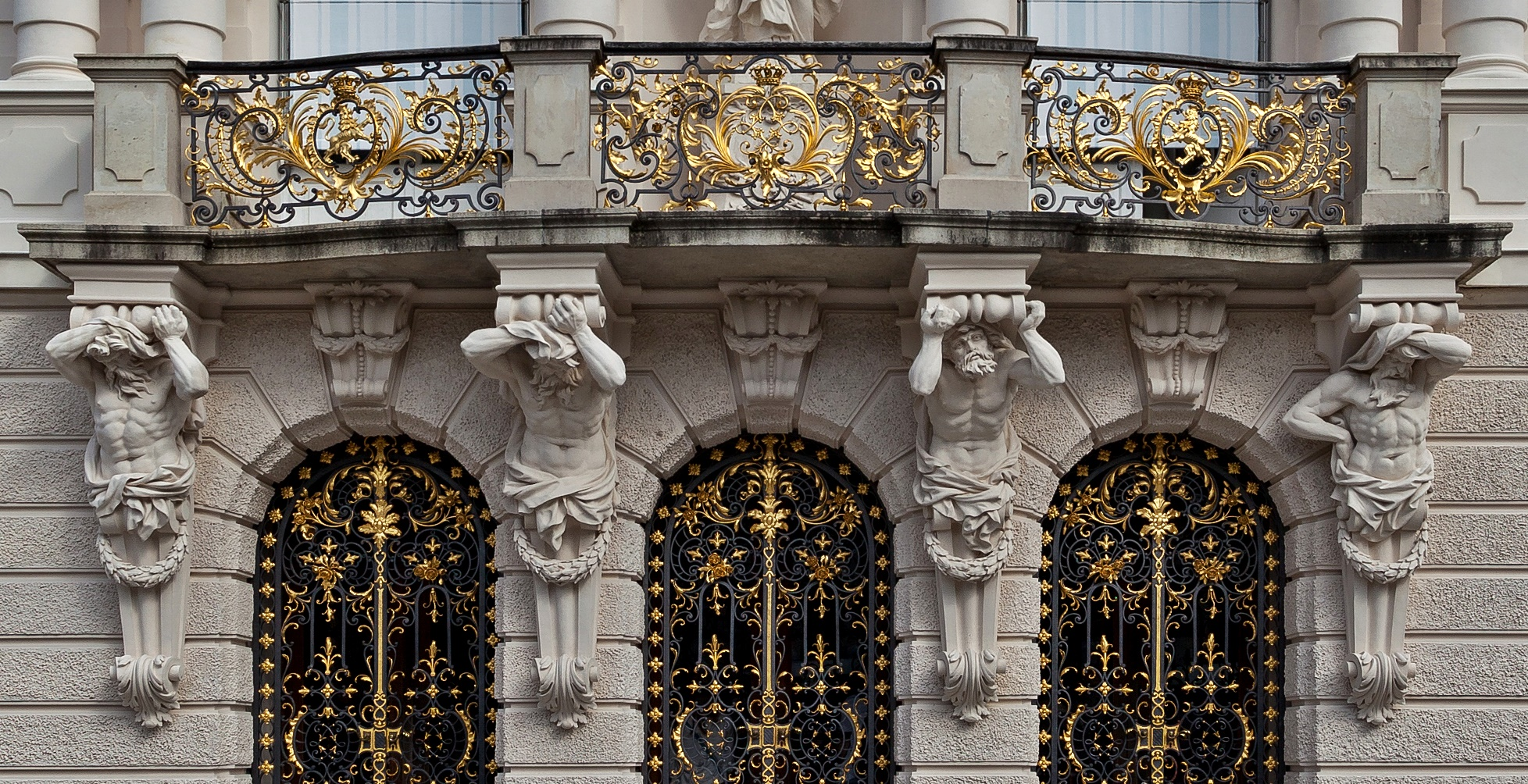
Atlanten am Schloss Linderhof

Durch einen von ihm geschnitzten, außergewöhnlichen Stockknauf wurde König Ludwig II. von Bayern auf Perron aufmerksam. Als der Monarch begann, seine Schlossprojekte zu verwirklichen, holte er den Pfälzer Bildhauer in den dazu erforderlichen Künstlerstab und stellte ihm circa 30 italienische Marmorspezialisten als Mitarbeiter zur Verfügung. Perron war maßgeblich an der Innenausstattung der Schlösser  Linderhof, Neuschwanstein und Herrenchiemsee beteiligt. Er schuf auch große Bildwerke im Außenbereich der Bauten, in Neuschwanstein etwa einen Heiligen Georg an der Außenseite des Hauptturmes und eine Patrona Bavariae am rechteckigen Treppenturm. Zudem fertigte er hier sämtliche Kapitelle mit Ritter- oder Tiermotiven bzw. die Wappen-Gewölbeschlusssteine. An der Fassade von Linderhof stammen von ihm die vier Atlanten, die den Balkon tragen. In Edenkoben schuf er ein Denkmal des Königs Ludwig I., in Frankenthal eine Statue der Königin Karoline von Bayern. In München-Giesing war er an der Innenausstattung der Heilig-Kreuz-Kirche beteiligt.
Der König verlieh dem Künstler als Ausdruck seiner Zufriedenheit die Titel Professor und Hofbildhauer, er zeichnete ihn zudem 1890 mit dem Ritterkreuz IV. Klasse des Verdienstordens vom Heiligen Michael und der Ludwigsmedaille für Kunst und Wissenschaft aus. Auch nach dem Tod des Monarchen blieb Philipp Perron ein gefragter Bildhauer, überdies lehrte er an der Kunstakademie.
Philipp Perron starb 1907 im Alter von 66 Jahren in Rottach-Egern.

## Grabstätte

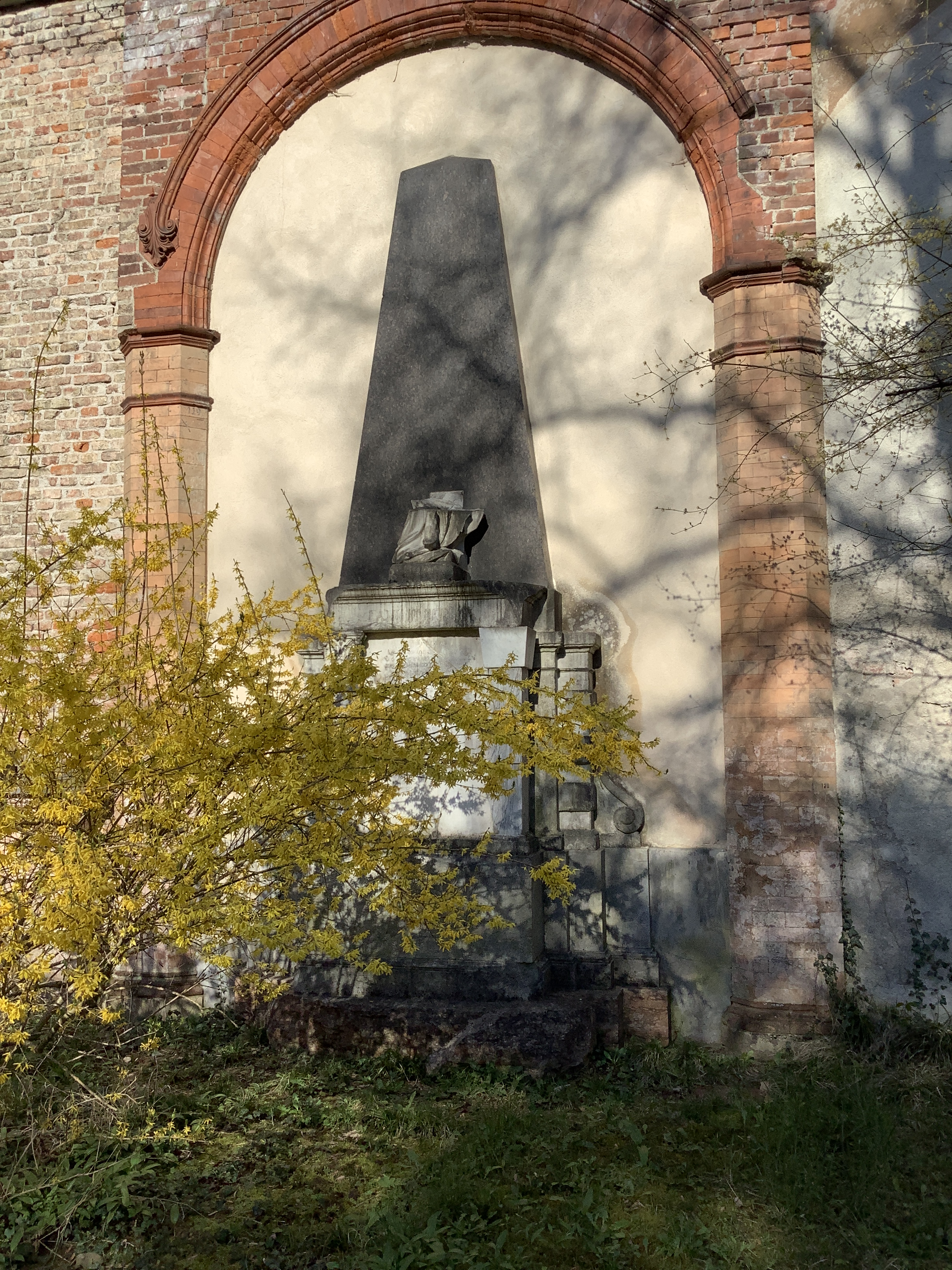
Grab von Philipp Perron auf dem Alten Südlichen Friedhof in München

Die Grabstätte von Philipp Perron befindet sich auf dem Alten Südlichen Friedhof in München (Neue-Arkaden-Platz 119 bei Gräberfeld 42; Standort).

## Ehrungen
Seine Heimatstadt Frankenthal in der Pfalz ernannte Philipp Perron zum Ehrenbürger, eine dortige Straße trägt seinen Namen und seit 1961 verleiht die Stadtverwaltung den Philipp-Perron-Kunstpreis.

## Galerie von Werken

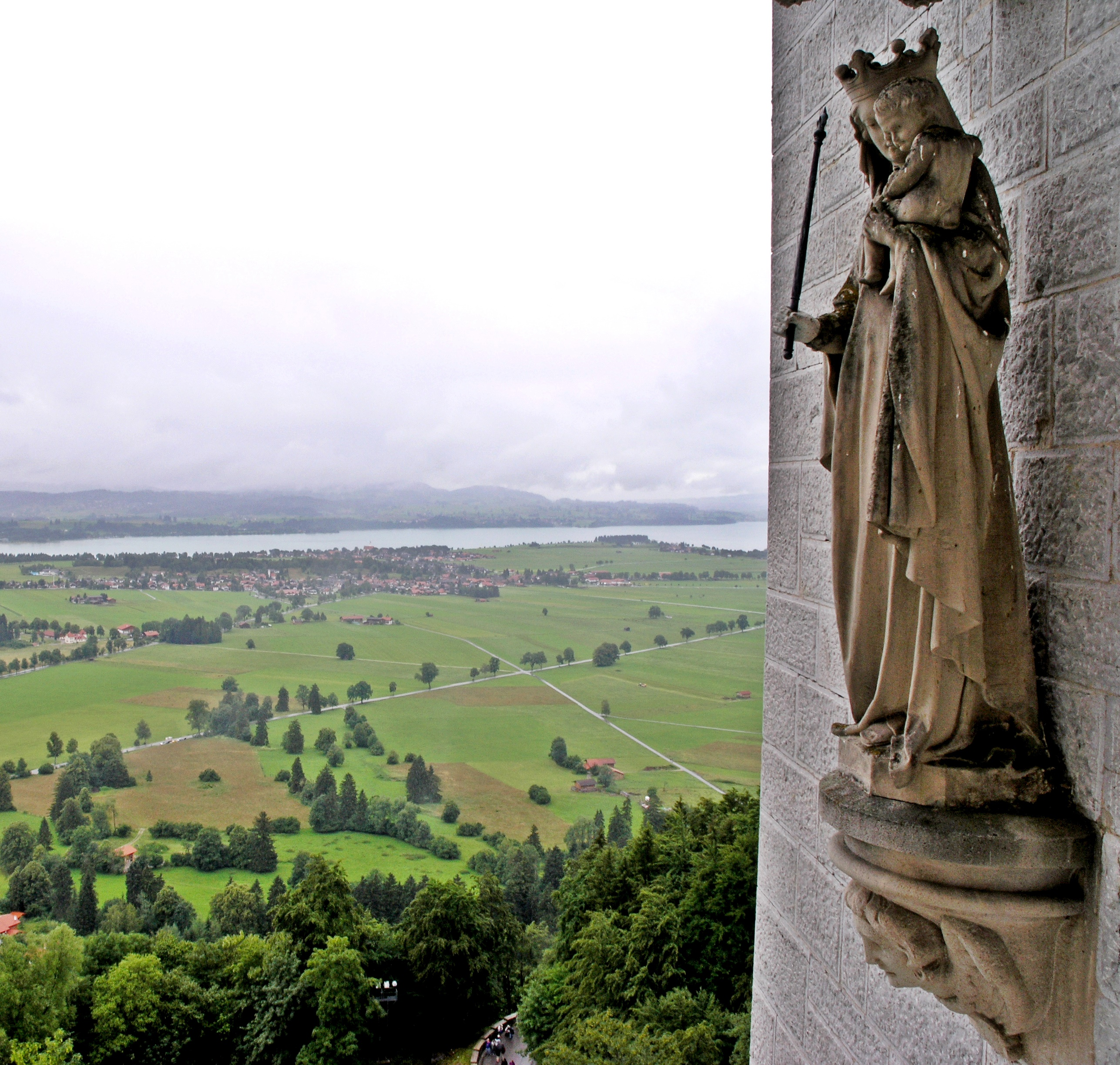
Patrona Bavariae am Schloss Neuschwanstein
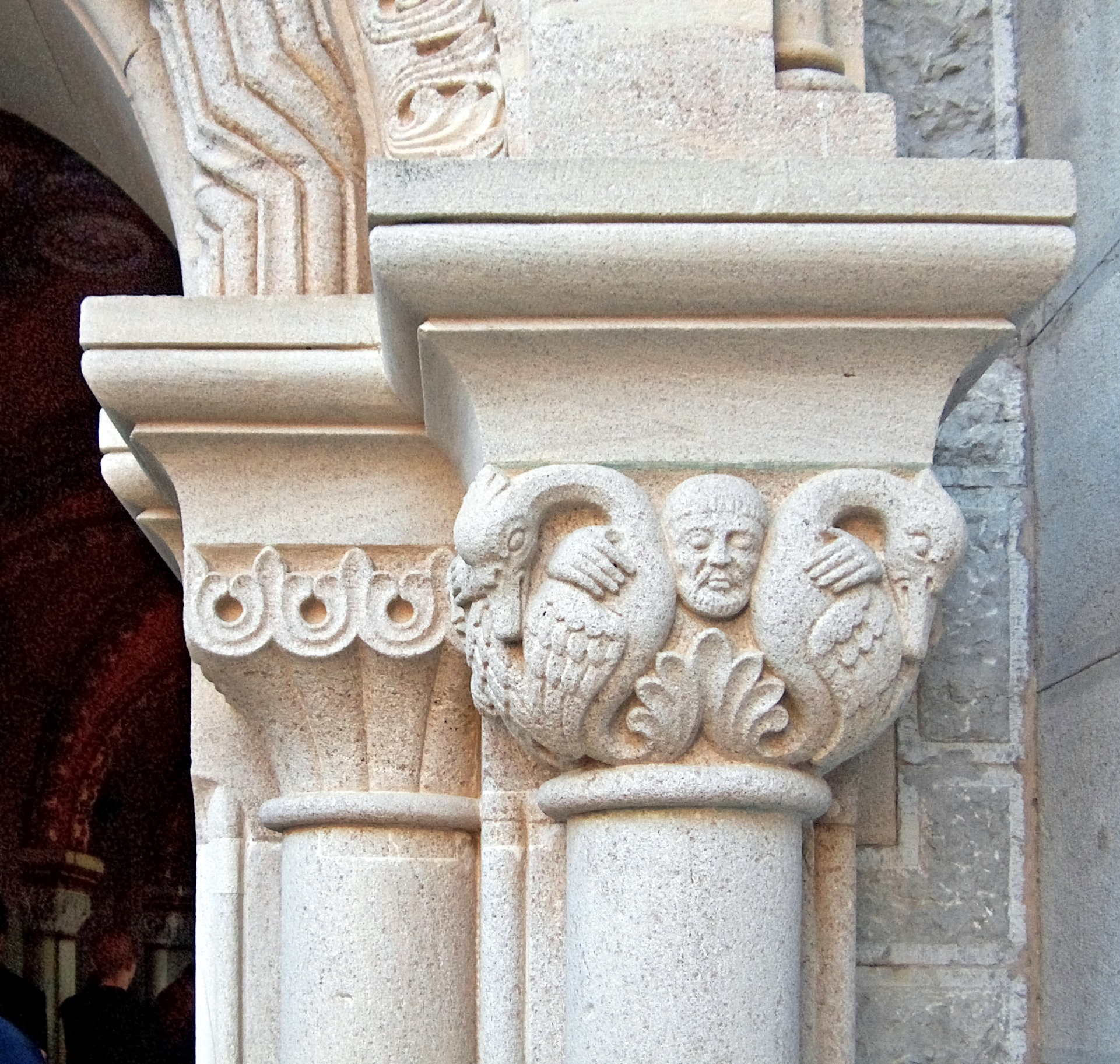
Kapitell am Schloss Neuschwanstein
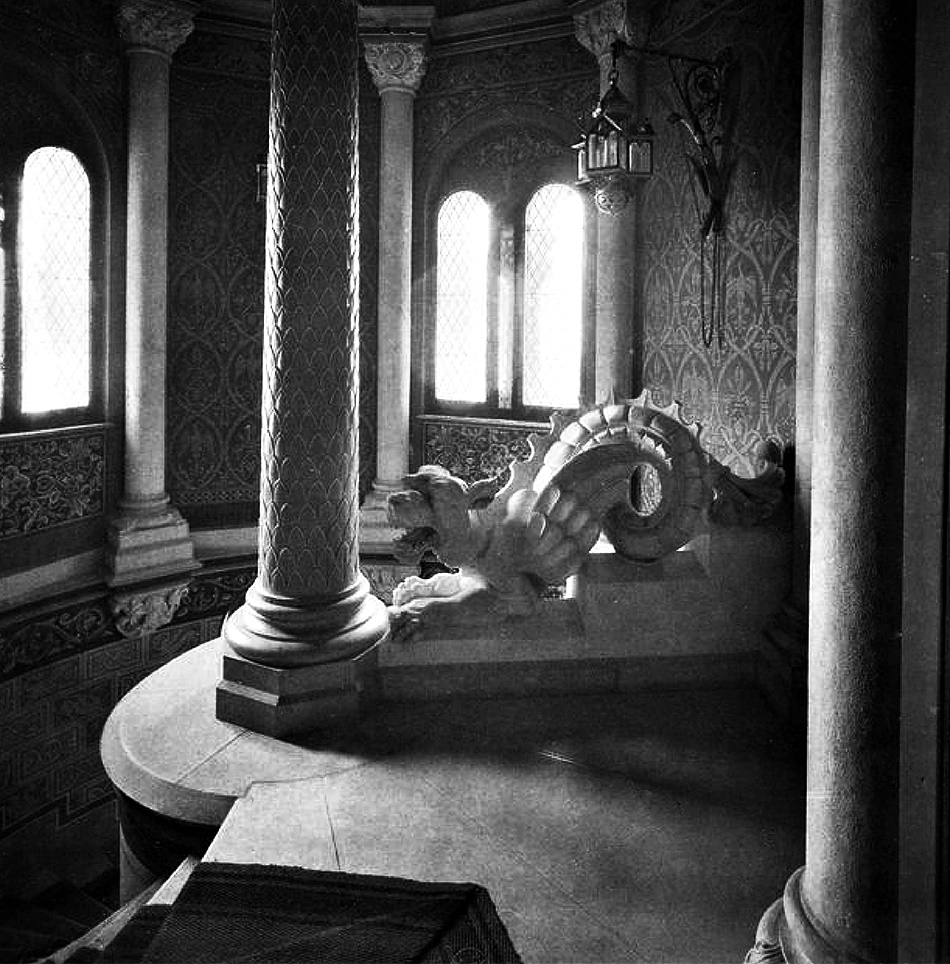
Drache im Schloss Neuschwanstein
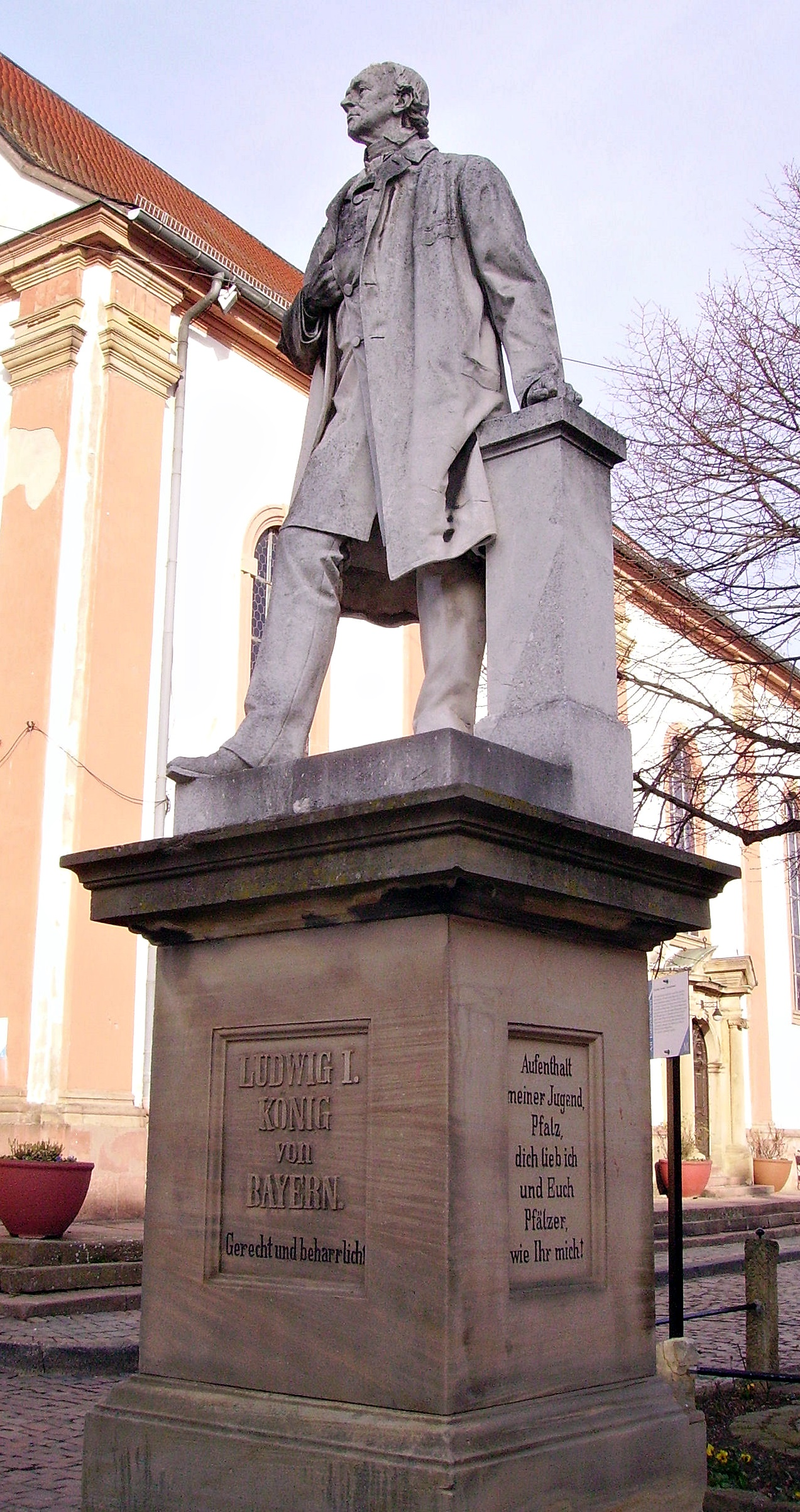
Denkmal König Ludwig I. in Edenkoben

| Personendaten    | Personendaten                             |
| ---------------- | ----------------------------------------- |
| NAME             | Perron, Philipp                           |
| KURZBESCHREIBUNG | deutscher Bildhauer und Ornamentschnitzer |
| GEBURTSDATUM     | 2. August 1840                            |
| GEBURTSORT       | Frankenthal (Pfalz)                       |
| STERBEDATUM      | 16. Juli 1907                             |
| STERBEORT        | Rottach-Egern                             |